# August Pfluger
August Lee Pfluger ['flu:gər], född 28 december 1977 i Houston i Texas, är en amerikansk politiker (republikan). Han är ledamot av USA:s representanthus sedan 2021.
I kongressvalet 2020 besegrade Pfluger demokraten Jon Mark Hogg med 79,7 procent av rösterna mot 18,3 procent för Hogg, medan libertarianen Wacey Alpha Cody fick 2,0 procent.